# Alliance militaire
Pour les articles homonymes, voir Alliance.

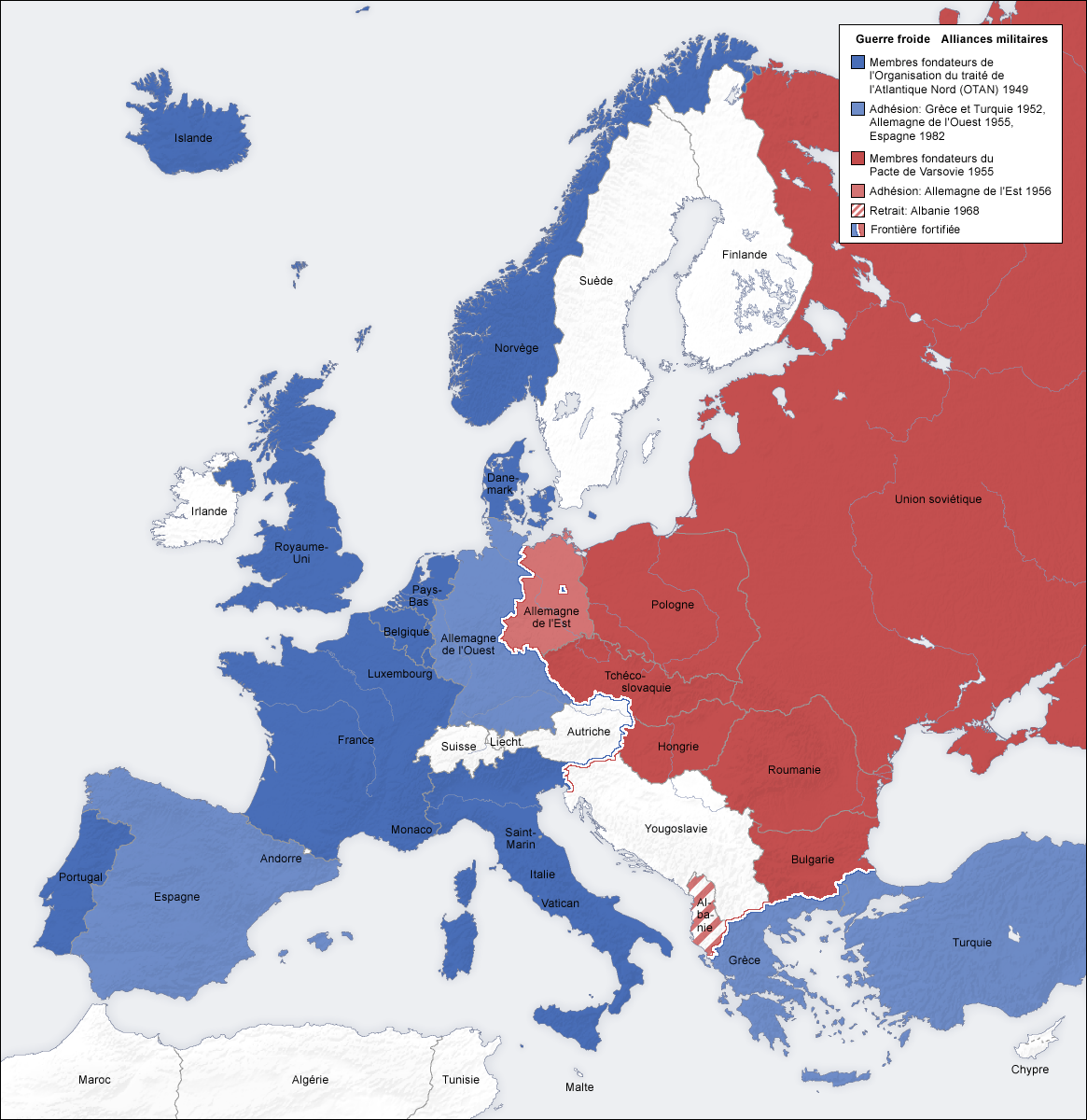
L'Europe divisée en deux alliances militaires durant la guerre froide : l'OTAN et le Pacte de Varsovie.

Une alliance militaire est un accord formel entre nations concernant la sécurité nationale. Les pays membres d'une alliance militaire acceptent de participer et de contribuer activement à la défense des autres membres de l'alliance en cas de crise. Si une nation est attaquée, les membres de l'alliance ont souvent pour mission de venir à sa défense, qu'elle soit attaquée directement ou indirectement. À la suite de la Seconde Guerre mondiale, les alliances militaires se comportent généralement de manière moins agressive et jouent davantage un rôle de dissuasion. Les alliances militaires diffèrent des coalitions, qui se sont formées pour une crise déjà existante,.
Les alliances militaires peuvent être classées en pactes de défense, pactes de non-agression et ententes (en). Les alliances peuvent être secrètes ou publiques.
Selon un ensemble de données de 2002 sur les alliances militaires, il y a eu 538 traités d'alliance de 1815 à 2003. La grande majorité des alliances impliquent des engagements à soutenir militairement un allié impliqué dans une guerre. La grande majorité est de nature défensive.

## Définition et caractéristiques
Les alliances militaires sont liées aux systèmes de sécurité collective mais peuvent en différer par leur nature. Un mémorandum du département d'État des États-Unis datant du début des années 1950 explique cette différence en notant qu'historiquement, les alliances « étaient conçues pour promouvoir les intérêts nationalistes respectifs des parties et prévoyaient une action militaire conjointe si l'une des parties, dans la poursuite de ces objectifs, était impliquée dans une guerre. » Un arrangement de sécurité collective « n'est dirigé contre personne ; il est dirigé uniquement contre l'agression. Il ne cherche pas à influencer un « équilibre des pouvoirs » changeant, mais à renforcer « l'équilibre des principes ».
La motivation évidente des États qui s'engagent dans des alliances militaires est de se protéger contre les menaces d'autres pays. Cependant, des États ont également conclu des alliances pour améliorer les liens avec une nation particulière ou pour gérer un conflit avec une nation particulière.
La nature des alliances, y compris leur formation et leur cohésion (ou leur absence), fait l'objet de nombreuses études universitaires passées et présentes, les principaux universitaires étant généralement considérés comme Glenn Snyder et Stephen Walt.
Selon une étude de 2019, presque toutes les alliances de 1870 à 1916 étaient secrètes. Dans d'autres périodes, les alliances secrètes ont été rares. L'étude soutient que de 1870 à 1916, le nombre inhabituel d'alliances secrètes a été encouragé par d'autres alliances secrètes. La création d'alliances publiques signalerait à l'allié secret que l'alliance publique avait plus de valeur. Selon Ronald Krebs, les alliances d'avant la Seconde Guerre mondiale étaient généralement « des affaires relativement simples et de courte durée ».
Les problèmes communs aux alliances tournent autour du parasitisme et du partage des charges. Les membres d'une alliance sont incités à ne pas contribuer à l'alliance tout en bénéficiant simultanément des biens communs fournis par l'alliance. Selon l'étude classique des alliances de Mancur Olson et Richard Zeckhauser, les petits États profitent fréquemment des contributions des grands États à une alliance. Les petits alliés qui sont militairement vulnérables sont moins susceptibles de resquiller, tandis que les petits alliés stratégiquement importants sont les plus susceptibles de resquiller. Les alliances peuvent également conduire à un aléa moral dans lequel les alliés se comportent de manière plus agressive et imprudente s'ils pensent que l'alliance les aidera en cas de conflit,. Dans l'ensemble, les alliances ont un effet dissuasif net sur l'agression.
Au sein des alliances, les acteurs peuvent craindre d'être piégés ou abandonnés,,. Dans un scénario de piège, les alliés sont entraînés dans un conflit pour défendre les intérêts d'un allié que les autres alliés ne partagent pas. Dans un scénario d'abandon, les alliés ne viennent pas au secours d'un autre allié. Un engagement fort envers une alliance peuvent réduire le pouvoir de négociation de cet allié vis-à-vis des autres alliés. Cependant, un allié dont l'engagement envers l'alliance est douteux dispose d'un plus grand pouvoir de négociation. Des engagements faibles envers une alliance peuvent permettre à l'allié de réaligner plus facilement l'alliance si un autre allié est considéré comme insatisfaisant. Des engagements d'alliance forts peuvent renforcer l'alliance de l'adversaire, car l'adversaire peut être confronté à une plus grande menace.
Le fait qu'un allié fort ne vienne pas au secours d'un allié plus faible (abandon) peut mettre en péril les autres alliances de l'allié fort. Toutefois, cela peut également renforcer les autres alliances, car les autres alliés peuvent parfois préférer que l'allié fort abandonne un allié faible si cela est susceptible d'augmenter les risques d'escalade militaire pour les autres alliés.

### Définition selon Walter A. Phillips

Alliances militaires européennes avant la Première Guerre mondiale : Triple-Entente et Triple-Alliance.

Dans le contexte historique européen, une alliance militaire peut être considérée comme une ligue entre des États indépendants, définie par traité, dans le but d'une action combinée, défensive ou offensive, ou les deux. La plus ancienne alliance de ce type dans le monde aujourd'hui est l'Alliance anglo-portugaise, qui remonte à 1373, lorsque les royaumes d'Angleterre et du Portugal de l'époque ont promis une « amitié perpétuelle » entre les deux pays. Cette alliance est toujours en vigueur aujourd'hui entre l'actuel Royaume-Uni et le Portugal, et les deux ne se sont jamais affrontés dans aucune campagne militaire. Les alliances ont souvent été orientées vers des objectifs spécifiques soigneusement définis dans les traités. Ainsi la Triple Alliance de 1668 entre la Grande-Bretagne, la Suède et les Pays-Bas, et la Grande Alliance de 1689 entre le Saint Empire romain germanique, la Hollande, l'Angleterre, l'Espagne et la Saxe, étaient toutes deux dirigées contre le pouvoir de Louis XIV de France. La Quadruple ou Grande Alliance de 1814, définie dans le traité de Chaumont, entre la Grande-Bretagne, l'Autriche, la Russie et la Prusse, avait pour objet le renversement de Napoléon et de sa dynastie, et l'enfermement de la France dans ses frontières traditionnelles. La Triple Alliance de 1882 entre l'Allemagne, l'Autriche et l'Italie visait ostensiblement à préserver la paix européenne contre toute action agressive éventuelle de la France ou de la Russie ; ce qui a conduit à son tour, une dizaine d'années plus tard, à la double alliance entre la Russie et la France, pour un soutien mutuel en cas d'action hostile des autres puissances .
Parfois, cependant, des tentatives ont été faites pour donner aux alliances un caractère plus général. Ainsi la Sainte-Alliance du 26 septembre 1815 fut une tentative, inspirée par l'idéalisme religieux de l'empereur Alexandre Ier de Russie, de trouver dans les « préceptes sacrés de l'Evangile » une base commune pour une ligue générale de l'Union européenne. gouvernements, son objet étant avant tout la préservation de la paix. De même, par l'article VI du traité quadruple signé à Paris le 20 novembre 1815 – qui renouvela celui de Chaumont et fut de nouveau renouvelé, en 1818, à Aix-la-Chapelle – le champ d'application de la Grande Alliance fut étendu aux objets de intérêt commun non spécifiquement énoncé dans les traités. L'article dit : « Pour assurer et faciliter l’exécution du présent Traité, et consolider les rapports intimes qui unissent aujourd’hui les quatre souverains pour le bonheur du monde, les Hautes Parties Contractantes sont convenues de renouveler, à des époques déterminées, soit sous les auspices immédiats des souverains, soit par leurs ministres respectifs, des réunions consacrées aux grands intérêts communs et à l’examen de mesures qui, dans chacune de ces époques, seront jugées les plus salutaires pour le repos et la prospérité des peuples, et pour le maintien de la paix de l’Europe. »
C'est cet article du traité du 20 novembre 1815, plutôt que la Sainte-Alliance, qui a constitué la base de l'effort sérieux déployé par les grandes puissances, entre 1815 et 1822, pour gouverner l'Europe de concert. D'une manière générale, il a prouvé qu'une alliance, pour être efficace, doit être clairement définie quant à ses objets, et qu'à long terme, le traité dans lequel ces objets sont définis doit – pour reprendre la formule quelque peu cynique d'Otto von Bismarck – « être renforcé par les intérêts » des parties concernées. Pourtant, « l'alliance morale » de l'Europe, comme l'appelait le comte Karl Nesselrode,  bien qu'elle n'ait pas réussi à assurer l'harmonie permanente des puissances, a été un instrument efficace pour la paix pendant les années qui ont immédiatement suivi la chute de Napoléon; et il a créé un précédent pour ces réunions périodiques des représentants des puissances, pour la discussion et le règlement des questions d'importance internationale, qui, bien que fastidieuses et inefficaces pour le travail constructif, ont beaucoup contribué à la préservation de la paix générale pendant une grande partie du XIXe siècle.

## Historique

### Les premières alliances militaires
Les alliances militaires remontent à l’Antiquité, où elles se manifestaient principalement sous forme de pactes défensifs ou offensifs.

#### Antiquité
L’exemple classique est la Ligue de Délos (Ve siècle av. J.-C.), une alliance entre cités grecques dirigée par Athènes, initialement conçue pour contrer la menace perse.
À Rome, des alliances stratégiques avec des peuples voisins permettaient de consolider l’expansion territoriale et de stabiliser les frontières.

#### Moyen-Âge
Les alliances médiévales étaient souvent scellées par des mariages dynastiques, combinant intérêts militaires et politiques. Par exemple, la Guerre de Cent Ans (1337-1453) vit des alliances fluctuantes entre royaumes européens.

### Les alliances à l’ère moderne (XVIe- XVIIIesiècles)
L’époque moderne marque l’émergence d’alliances plus formalisées, souvent motivées par des rivalités dynastiques et coloniales. Les traités d’alliance deviennent plus précis, souvent centrés sur des engagements de défense mutuelle ou des objectifs de partage territorial.
La Sainte Ligue (1571), une coalition chrétienne contre l’Empire ottoman, illustre le rôle des alliances dans les conflits religieux.
La Guerre de Succession d’Espagne (1701-1714) mit en lumière la complexité des alliances multiples, avec la formation de blocs opposés pour défendre ou contester l’héritage dynastique espagnol.

### Le système des alliances au XIXe siècle
La période post-napoléonienne voit un tournant majeur avec la création d’un système international d’alliances destiné à maintenir la paix. Les alliances deviennent plus rigides à mesure que les puissances européennes se militarisent.
La Sainte-Alliance (Russie, Autriche, Prusse) visait à contenir les mouvements révolutionnaires en Europe et à préserver l’ordre monarchique. Ce système illustre l’émergence des alliances comme outils de gestion des équilibres de pouvoir.
La Triple Alliance (1882) et la Triple Entente (1907) structurent l’Europe en blocs antagonistes, préparant le terrain pour la Première Guerre mondiale.

### Les alliances militaires au XXe siècle

#### Première Guerre mondiale (1914-1918)

Les systèmes d’alliances avant le déclenchement du conflit. Le Luxembourg et la Belgique, bien que neutres, seront occupés par l'Allemagne.

Les alliances ont joué un rôle central dans l’escalade du conflit. Les pactes défensifs, comme ceux entre la Russie et la Serbie ou entre l’Allemagne et l’Autriche-Hongrie, ont transformé un incident régional (l’assassinat de l’archiduc François-Ferdinand) en conflit global.
Victorieux durant la guerre franco-allemande de 1870-1871, Otto von Bismarck souhaite consolider la puissance de l'Allemagne en Europe en formant une coalition autour de l'Empire. C'est ainsi que le 7 octobre 1879, la Duplice est créée avec l'Empire austro-hongrois. Le but est de former une solide alliance contre la France et la Russie. Les deux pays forment ensuite la Triplice avec l'Italie le 20 mai 1882 car elle craint un conflit contre la République française en Afrique du Nord. Cet accord initialement prévu pour cinq ans est confirmée en 1887, puis renouvelé et précisé le 6 mai 1891, le 28 juin 1902 et enfin le 5 décembre 1912. Des accords avec la Roumanie, le 30 octobre 1883, renouvelés le 13 juillet 1892, le 30 septembre 1896, le 17 avril 1902 et le 5 février 1913, permettent de former une Quadruplice. L'Alliance est aussi étendue à la Serbie le 16 juin 1881, confirmée le 7 mars 1889, prévoyant l'extension du territoire serbe en Macédoine ; et à l'Espagne, en ce qui concerne les questions nord-africaines, le 4 mai 1887.

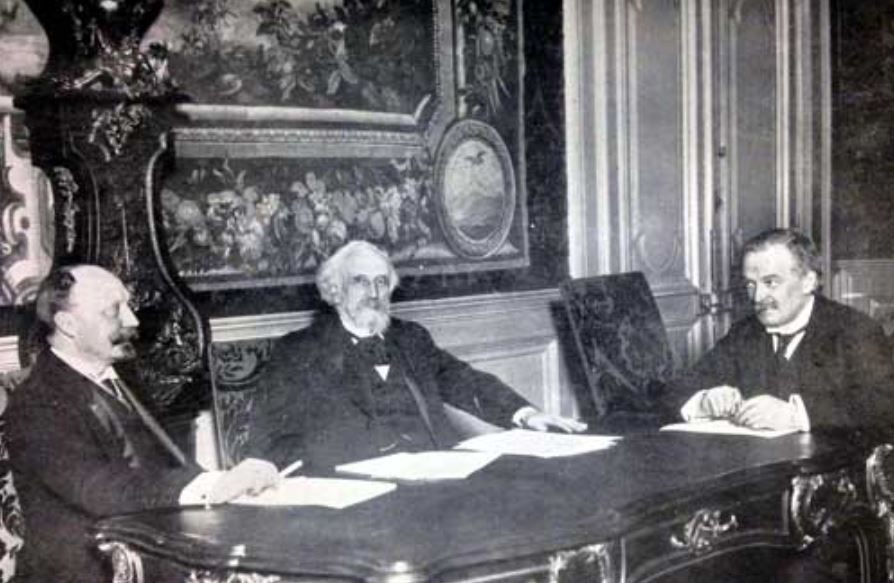
Conférence de la Triple Entente du 5 février 1915 à Paris.

Le 17 août 1892, après un an de préparations et de négociations, la France et la Russie signent une alliance défensive dans le but parer l'attaque des forces de la Triple Alliance contre l'une ou l'autre d'entre elles. Le 8 avril 1904, la France et le Royaume-Uni signent une série d'accords bilatéraux que l'on désigne généralement « d'Entente cordiale ». Ils se sont bien entendu pour mettre leurs différends coloniaux de côté mais pour l'un, cette alliance doit permettre de repousser les avances d'un voisin devenu envahissant et pour l'autre de casser le couple franco-russe susceptible de menacer les intérêts économiques et stratégiques britanniques en Orient et en Extrême-Orient. Après l'entrevue de  Guillaume II et de Nicolas II en juillet 1905, le parlement britannique se décide de sortir de son « splendide isolement » et de régler ses différends avec la Russie. Cela aboutit à l'accord du 31 août 1907 avec la convention anglo-russe où les deux puissances délimitent leurs zones d'influence en Afghanistan, en Perse et au Tibet.

#### Seconde Guerre mondiale (1939-1945)

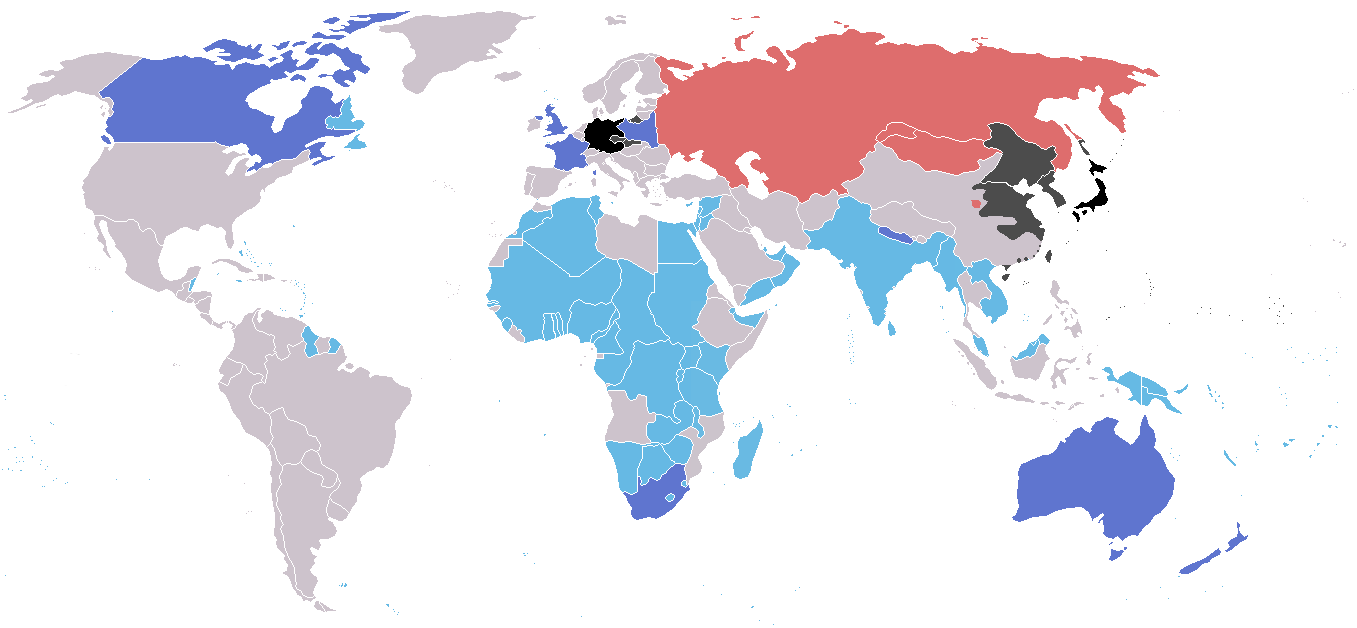
Les alliances avant le déclenchement de la Seconde Guerre mondiale.

Les alliances se redéfinissent autour des forces de l’Axe (Allemagne, Italie, Japon) et des Alliés (États-Unis, URSS, Royaume-Uni).
La guerre illustre l’importance des alliances stratégiques face à des menaces globales, mais aussi leur fragilité (ex. Pacte germano-soviétique rompu en 1941).

#### La Guerre froide (1947-1991)

Carte du monde montrant les deux blocs de la guerre froide en 1959.

Le monde se polarise autour de deux blocs militaires :
- OTAN (1949) : Alliance transatlantique menée par les États-Unis pour contenir l’influence soviétique.
- Pacte de Varsovie (1955) : Réponse soviétique, consolidant le contrôle sur les États d’Europe de l’Est.

Les alliances de cette période étaient marquées par une dimension idéologique, opposant démocratie libérale et communisme.

### Les alliances militaires depuis la fin de la Guerre froide
La fin de la bipolarité a transformé le rôle des alliances militaires dans un contexte multipolaire et globalisé.

#### Adaptation des alliances existantes
L’OTAN a élargi ses membres en intégrant d’anciens pays du bloc soviétique et a redéfini ses missions (opérations hors zone, lutte contre le terrorisme).
Les alliances deviennent plus flexibles et orientées vers des objectifs spécifiques (par exemple, Coalition internationale contre Daech).

#### Nouvelles alliances régionales
Des groupements comme l’AUKUS (2021) ou le Quad (Dialogue quadrilatéral de sécurité) reflètent les préoccupations stratégiques liées à la montée en puissance de la Chine dans l’Indo-Pacifique.

## Typologie des alliances
Les alliances militaires se déclinent en plusieurs types, selon leurs objectifs, leur nature et le contexte historique ou géopolitique dans lequel elles s'inscrivent. Cette typologie permet de mieux comprendre leur diversité et leurs dynamiques.

### Alliance défensive
Les alliances défensives sont fondées sur un engagement mutuel entre les membres à se soutenir en cas d'agression extérieure. Ces pactes cherchent avant tout à dissuader les ennemis potentiels en renforçant la sécurité collective. Les caractéristiques sont des accords bilatéraux ou multilatéraux incluant des garanties de sécurité explicites avec une priorité à la stabilité régionale voire internationale.
Par exemple, le Traité de l’Atlantique Nord de 1949 constitue une alliance défensive emblématique. Les membres de l’OTAN se sont engagés, via l’article 5 du traité, à répondre collectivement à toute attaque armée contre l’un d’eux.

### Alliance offensive
Moins fréquentes, ces alliances visent à coordonner des actions militaires contre un adversaire commun, que ce soit pour mener des campagnes de conquête ou atteindre des objectifs stratégiques spécifiques. Les caractéristiques est l'orientation proactive et stratégique mais souvent critiquées pour leur rôle dans l'escalade des tensions.
Par exemple, la Triplice entre l'Empire allemand, la double monarchie austro-hongroise et le royaume d'Italie signée en 1882 comportait des éléments d’assistance offensive, notamment dans le cadre de conflits futurs avec la République française ou l'Empire russe.

### Alliance idéologique
Ces alliances sont formées entre États partageant des valeurs politiques, idéologiques ou religieuses communes. Elles visent à renforcer leur influence sur la scène internationale et à protéger un modèle de société ou un régime. Elles sont souvent fondées sur des rivalités idéologiques et sont susceptibles d'évoluer selon les transformations des régimes politiques.
Par exemple, le Pacte de Varsovie de 1955 regroupant des États communistes d'Europe de l'Est sous la tutelle de l'Union soviétique, en opposition idéologique à l'OTAN et aux démocraties libérales.

### Alliance circonstancielle
Ces alliances sont établies en réponse à une menace immédiate ou à des opportunités stratégiques spécifiques. Elles sont souvent temporaires et cessent d’exister une fois l’objectif atteint ou les circonstances modifiées. Elles n'ont pas d'engagement à long terme et elles sont souvent pragmatiques et utilitaires.
Par exemple, l’alliance entre les États-Unis, le Royaume-Uni et l’Union soviétique pendant la Seconde Guerre mondiale illustre une coopération circonstancielle face à une menace commune, l’Allemagne nazie, malgré des divergences idéologiques fondamentales.

### Alliance régionale
Ces alliances sont limitées à un cadre géographique spécifique et visent à assurer la sécurité collective dans une région donnée. Elles mettent l'accent sur la coopération intrarégionale et reste souvent orientée vers la gestion de conflits internes ou transfrontaliers.
Par exemple, l’Union africaine (UA) a initié plusieurs structures régionales de sécurité, telles que la Force africaine en attente, pour répondre aux crises locales.

### Alliance asymétrique
Les alliances asymétriques se forment entre des États de puissance inégale, où le partenaire dominant offre protection ou ressources, tandis que le partenaire plus faible soutient ses intérêts stratégiques. Elles ont un déséquilibre dans la contribution des membres et sont souvent critiquées pour la dépendance qu'elles peuvent engendrer.
Par exemple, la relation entre les États-Unis et plusieurs États du Golfe, comme l’Arabie saoudite, repose sur un soutien militaire américain en échange de garanties énergétiques et stratégiques dans la région.

## Facteurs influençant les alliances
La formation, la durabilité et la structure des alliances militaires dépendent de nombreux facteurs. Ces derniers sont influencés par des dynamiques internes et externes aux États impliqués, ainsi que par le contexte international global.

### Menaces communes
L'un des principaux moteurs des alliances est la perception d'une menace commune. Les États ont tendance à former des alliances pour équilibrer une puissance perçue comme dominante ou pour bandwagonner, c'est-à-dire rejoindre cette puissance afin de garantir leur sécurité. Les facteurs déterminants peuvent être la nature de la menace (militaire, économique ou idéologique), la proximité géographique des États menaçants et la capacité perçue de l'adversaire à agir contre les intérêts des États.

### Intérêts stratégiques
Les alliances sont souvent influencées par des objectifs stratégiques, comme l'accès aux ressources naturelles, le contrôle des routes commerciales ou la protection des zones géopolitiquement sensibles. Les États évaluent les coûts et bénéfices potentiels avant de s’engager.
Par exemple, l'OTAN a souvent été vue comme une structure visant à contenir l'influence soviétique, mais aussi à garantir la stabilité en Europe pour des raisons économiques et politiques.

### Comptabilité idéologique et culturelle
Les affinités idéologiques et culturelles peuvent jouer un rôle clé dans la formation des alliances. Les États partageant des systèmes politiques, des valeurs ou des visions économiques similaires sont plus enclins à coopérer.
Par exemple, les alliances entre démocraties, comme celles observées durant la Guerre froide entre les pays occidentaux, reposent souvent sur une confiance mutuelle basée sur des systèmes de gouvernance similaires.

### Puissance relative des membres
Le rapport de force entre les membres d'une alliance peut influencer sa nature et son fonctionnement. Les alliances asymétriques, où un État puissant s'associe à des États plus faibles, reposent souvent sur des échanges : protection contre avantages stratégiques ou économiques. Par exemple, les États-Unis et leurs alliés du Moyen-Orient illustrent ce type d’alliance, où la protection américaine est échangée contre l’accès à des ressources énergétiques.

### Contexte international et système multipolaire
Le contexte international, comme les périodes de bipolarité (Guerre froide) ou de multipolarité, détermine les comportements en matière d’alliances. En période de bipolarité, les alliances sont plus rigides, avec des blocs opposés clairement définis. En multipolarité, les alliances sont souvent flexibles et circonstancielles, comme dans l'Europe du XIXe siècle.

### Facteurs économiques
Les considérations économiques jouent également un rôle essentiel. Les États peuvent s’allier pour des raisons économiques, notamment pour garantir l'accès à des marchés ou stabiliser des régions productrices de ressources stratégiques.

### Institutions et engagements juridiques
Les mécanismes institutionnels et les traités définissant les alliances influencent leur solidité et leur durabilité. Des clauses spécifiques, comme celles de défense mutuelle ou de consultations régulières, renforcent la cohésion des alliances.

### Facteurs domestiques
Les politiques internes, comme les préférences des élites, les groupes d’intérêt ou l’opinion publique, peuvent peser lourdement dans la décision de rejoindre ou de quitter une alliance.
Par exemple, le retrait du Royaume-Uni de l'Union européenne illustre comment des dynamiques domestiques peuvent affecter des engagements internationaux.